# Анджей Іван
Анджей Іван (пол. Andrzej Iwan; 10 листопада 1959, Краків — 27 грудня 2022, там само) — польський футболіст та тренер, виступав на позиції нападника.

## Клубна кар'єра
Вихованець клубу «Ванда» (Краків), з якого перейшов у краківську «Віслу». У 1976 році виграв молодіжний чемпіонат Польщі з «Віслою», а в 1978 році вже в складі першої команди «білої зірки» виграв титул чемпіона Польщі, випередивши «Шльонськ». У вищій лізі у футболці «Вісли» зіграв 198 матчів і забив 69 м'ячів. Разом з краківською командою грав у фіналі кубка Польщі 1979 та 1984 роках.
У 1985 році перейшов у «Гурник» (Забже), а на початку 1988 року приєднався до німецького «Бохуму». Потім ненадовго повернувся у «Гурник» в 1989 році, після чого відправився в Грецію, у клуб «Аріс» (Салоніки). Після двох сезонів у команді переїхав до Швейцарії, де грав за аматорські клуби. Повернувшись до Польщі, також грав у командах з нижніх ліг.
Іван виграв чотири титули чемпіона (з «Віслою» і «Гурником»). Він зіграв 269 матчів у вищій лізі (дебют у віці 17 років) і забив 90 м'ячів, також зіграв 17 матчів в єврокубках і відзначився чотирма голами.

## Кар'єра в збірній
Будучи гравцем юнацької збірної Польщі, завоював бронзову медаль юніорського турніру УЄФА 1978 року. В основній збірній Польщі він вперше опинився в того ж року — його викликали на чемпіонат світу в Аргентині, де він дебютував у матчі проти Тунісу. Однак після мундіалю його майже два роки не викликали в збірну. Проте, на чемпіонат світу з футболу 1982 року поїхав вже як основний гравець. Він отримав пошкодження у другому матчі з Камеруном і не зміг грати далі, а поляки в підсумку посіли третє місце на турнірі. Чотири роки по тому він не потрапив на чемпіонат світу з футболу 1986 року через травму, отриману в національному чемпіонаті. Усього зіграв 29 матчів у збірній Польщі і відзначився 11 голами.

## Кар'єра тренера
Закінчивши свою футбольну кар'єру, розпочав працювати тренером. Протягом декількох років працював з молодіжним складом краківської «Вісли». У 1999—2001 роках він допомагав головним тренерам «білої зірки», спочатку Адаму Навалці, а потім Оресту Ленчику. У червні 2002 року він зайняв позицію помічника тренера «Заглембє» (Любін), де знову працював разом з Адамом Навалкою, але через менш ніж п'ять місяців весь тренерський штаб був звільнений. Наступним місцем роботи Івана став «Окоцимський», який він очолив одноосібно в січні 2003 року. У команді працював до квітня 2005 року, коли його звільнили після серії поразок. Працюючи з клубом, Іван у 2004 році виграв четверту лігу (східна група), але в плей-офф за підвищення в класі клуб поступився «Кміті» (Забежув).
У 2004 році був призначений тренером збірної Малопольщі на фінальний турнір Кубка регіонів УЄФА, який відбувся влітку 2005 року в Польщі.
У травні 2005 року Іван очолив аматорський «Пломінь» (Єжмановице). У клубі з села недалеко поблизу Кракова він працював не дуже довго. Це пов'язано з проблемами зі здоров'ям колишнього футболіста. Іван повернувся на тренерську лаву «Пломіня» 4 листопада 2005 року, а попрощався з командою в січні. У березні 2006 року він зайняв пост головного тренера команди юніорів «Вятра» (Людзьмеж), а вже через сезон покинув клуб. У наступному сезоні став тренером команди «Орлята» (Рудава).

## Особисте життя
Син Анджея Івана, Бартош, також став футболістом.
Анджей Іван також є спортивним коментатором і телевізійним експертом Polsat Sport. Також працював в редакції Orange Sport, коментує матчі чемпіонату Польщі.
У 2012 році видавництво Бухман опублікувало автобіографію Анджея Івана під назвою «Стомлені», яку він написав у співпраці з журналістом Кшиштофом Становським. У ній він розповідає про пристрасті до алкоголю, азартних ігор та спроб самогубства.

## Статистика

### У збірній
| Матчі у збірній | Матчі у збірній   | Матчі у збірній         | Матчі у збірній | Матчі у збірній | Матчі у збірній  | Матчі у збірній | Матчі у збірній | Матчі у збірній |
| №               | Дата              | Матчі                   | Суперник        | Результат       | Змагання         | Грав            | Примітки        |                 |
| --------------- | ----------------- | ----------------------- | --------------- | --------------- | ---------------- | --------------- | --------------- | --------------- |
| 1.              | 6 червня 1978     | Росаріо                 | Туніс           | 1-0             | ЧС 1978          | з 60'           |                 |                 |
| 2.              | 10 червня 1978    | Росаріо                 | Мексика         | 3-1             | ЧС 1978          | до 75'          |                 |                 |
| 3.              | 26 березня 1980   | Будапешт                | Угорщина        | 1-2             | товариський      | до 75'          |                 |                 |
| 4.              | 2 квітня 1980     | Брюссель                | Бельгія         | 1-2             | товариський      | до 51'          |                 |                 |
| 5.              | 22 червня 1980    | Варшава                 | Ірак            | 3-0             | товариський      | з 62'           | Гол             |                 |
| 6.              | 2 липня 1980      | Санта-Крус-де-ла-Сьєрра | Болівія         | 1-0             | товариський      | з 46'           | Гол             |                 |
| 7.              | 9 липня 1980      | Богота                  | Колумбія        | 4-1             | товариський      | 90'             | Гол · Гол · Гол |                 |
| 8.              | 29 вересня 1980   | Хожув                   | Чехословаччина  | 1-1             | товариський      | 90'             |                 |                 |
| 9.              | 12 листопада 1980 | Барселона               | Іспанія         | 2-1             | товариський      | 90'             | Гол · Гол       |                 |
| 10.             | 19 листопада 1980 | Краків                  | Алжир           | 5-1             | товариський      | 90'             | Гол · Гол       |                 |
| 11.             | 7 грудня 1980     | Валетта                 | Мальта          | 2-0             | квал. ЧС 1982    | 77'             |                 |                 |
| 12.             | 25 березня 1981   | Бухарест                | Румунія         | 0-2             | товариський      | 90'             |                 |                 |
| 13.             | 2 травня 1981     | Хожув                   | НДР             | 1-0             | квал. ЧС 1982    | до 79'          |                 |                 |
| 14.             | 24 травня 1981    | Бидгощ                  | Ірландія        | 3-0             | товариський      | 90'             | Гол             |                 |
| 15.             | 2 вересня 1981    | Хожув                   | Німеччина       | 0-2             | товариський      | з 35'           |                 |                 |
| 16.             | 10 жовтня 1981    | Лейпциг                 | НДР             | 3-2             | квал. ЧС 1982    | з 9'            |                 |                 |
| 17.             | 28 жовтня 1981    | Буенос-Айрес            | Аргентина       | 2-1             | товариський      | do 79'          |                 |                 |
| 18.             | 15 листопада 1981 | Вроцлав                 | Мальта          | 6-0             | квал. ЧС 1982    | 90'             |                 |                 |
| 19.             | 18 листопада 1981 | Лодзь                   | Іспанія         | 2-3             | товариський      | 90'             |                 |                 |
| 20.             | 14 червня 1982    | Віго                    | Італія          | 0-0             | ЧС 1982          | до 71'          |                 |                 |
| 21.             | 19 червня 1982    | Ла-Корунья              | Камерун         | 0-0             | ЧС 1982          | до 26'          |                 |                 |
| 22.             | 22 травня 1983    | Хожув                   | СРСР            | 1-1             | квал. Євро 1984  | з 75'           |                 |                 |
| 23.             | 7 вересня 1983    | Краків                  | Румунія         | 2-2             | товариський      | 90'             | Гол             |                 |
| 24.             | 28 жовтня 1983    | Вроцлав                 | Португалія      | 0-1             | >квал. Євро 1984 | 90'             |                 |                 |
| 25.             | 27 січня 1984     | Калькутта               | КНР             | 1-0             | товариський      | з 76'           |                 |                 |
| 26.             | 21 серпня 1985    | Мальме                  | Швеція          | 0-1             | товариський      | 90'             |                 |                 |
| 27.             | 23 вересня 1987   | Варшава                 | Угорщина        | 3-2             | квал. Євро 1988  | 90'             |                 |                 |
| 28.             | 14 жовтня 1987    | Забже                   | Нідерланди      | 0-2             | квал. Євро 1988  | 90'             |                 |                 |
| 29.             | 27 жовтня 1987    | Братислава              | Чехословаччина  | 1-3             | товариський      | 90'             |                 |                 |

## Досягнення

### Як гравця

#### Клубні
- Перша ліга Польщі
  -  Чемпіон (4): 1978, 1986, 1987, 1988

#### У збірній
- Чемпіонат світу
  -  Бронзовий призер (1): 1982

- Юнацький чемпіонат Європи
  -  Бронзовий призер (1): 1978

#### Особисті
- Найкращий польський футболіст (1): 1987